# یوآراس

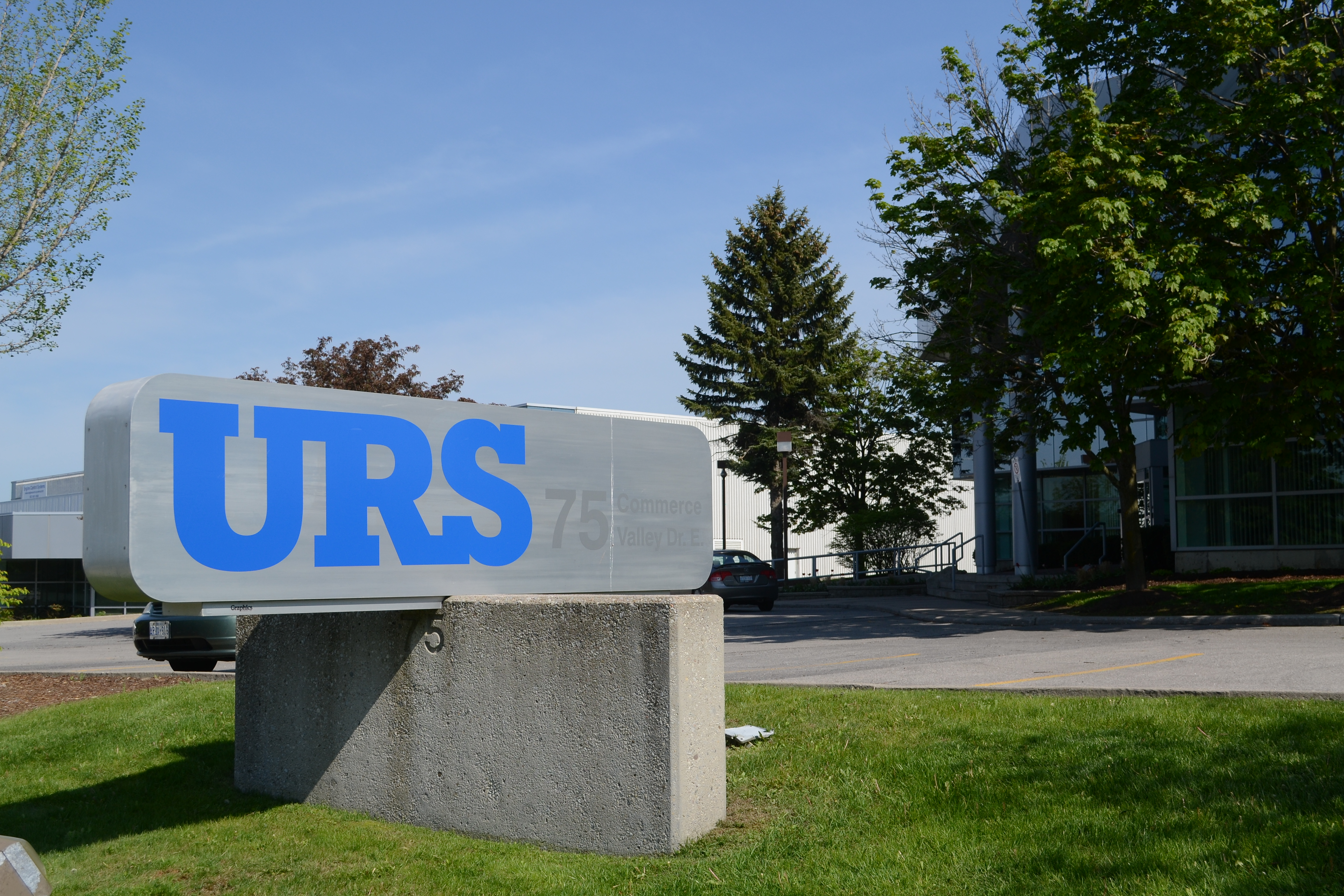
ساختمان اداری یوآراس کانادا

یوآراس (به انگلیسی: URS) شرکت ساخت‌وساز و خدمات مهندسی آمریکایی است، که در زمینه ساخت‌وساز، معماری و توسعه املاک و مستغلات، مدیریت، برنامه‌ریزی و ارائه خدمات فناوری اطلاعات فعالیت می‌نماید.
شرکت یوآراس در سال ۱۹۵۱ راه‌اندازی شد و در حال حاضر در میان شرکت‌های ساخت‌وساز ایالات متحده، رتبه اول را در پل‌سازی، رتبه دوم در ساخت بزرگراه‌ها، ساخت فرودگاه‌ها و احداث خطوط لوله، رتبه سوم احداث کارخانجات صنعتی و ساختمان‌های تجاری، رتبه چهارم در اجرای زیرساختهای ترابری ریلی، ساخت بنادر و ترمینال‌های آبی و رتبه ششم در ساخت تاسیسات نفتی را دارا می‌باشد.
دفتر مرکزی این شرکت در شهر سان فرانسیسکو، کالیفرنیا قرار دارد و سهام آن در بازار بورس نیویورک معامله می‌شود. شرکت یوآراس در سال ۲۰۱۳ در فهرست فرچون ۵۰۰ رتبه ۲۴۸ از بزرگترین شرکت‌های ایالات متحده آمریکا را به خود اختصاص داد.